# Jesús María Ocampo
Jesús María Ocampo Toro (Salamina, 11 de noviembre de 1847-Selvas del Tolrá, Buenavista, 12 de enero de 1901) fue un cazador y explorador colombiano, líder y primer miembro destacado de los 30 colonos que fundaron a la ciudad de Armenia el 14 de octubre de 1889.

## Biografía
Según la versión más difundida, Ocampo Toro nació el 11 de noviembre de 1847 en Salamina (Caldas), hijo de José María Ocampo y María Josefa Toro. Sin embargo, algunos historiadores discrepan de esta versión y han llegado a señalar su fecha de nacimiento en 1849 y su lugar de nacimiento en Anaime (Actual corregimiento de Cajamarca, Tolima).
Fue bautizado el 14 de noviembre de 1849 en la parroquia de Nuestra Señora de la Concepción de Salamina, según partida de bautismo que aparece en el folio 109 de la mencionada parroquia, certificada por el sacerdote Lucas Arango, que menciona "haber bautizado a un niño de tres días de nacido". Una copia de este documento fue entregada en 1921 por el sacerdote Rafael Ramírez V.. Para aumentar la confusión, años después fue revisado el documento y la fecha se había cambiado a 1847.
El apodo de "Tigrero", lo obtuvo gracias a que constantemente salía a cazar y se enfrentaba a los felinos de los andes colombianos, regresando con las pieles de estos animales, mal llamados "tigres", ya que en realidad se trataba de jaguares.
En 1884, en Ibagué, se casó con María Arsenia Cardona Buitrago, mujer 24 años menor que él. De esta unión nacieron 3 hijos, 2 de los cuales no tuvieron descendientes, además de que Ocampo Toro tuvo otros dos hijos fuera del matrimonio, ambos también sin descendencia. 
Un aspecto menos conocido de su vida fue su servicio militar: Ferviente liberal, participa defendiendo al gobierno de Aquileo Parra durante la guerra civil de 1876; se une a las filas insurrectas del liberalismo que en 1885 se enfrentaron al gobierno del Partido Nacional y en la Guerra de los Mil Días fue rebelde liberal, alcanzando el grado de capitán antes de desertar y huir a las áreas montañosas del Tolrá, en el municipio de Buenavista. 

## Fundación de Armenia
A finales del siglo XIX en 1889 arribaron las olas colonizadoras precedentes principalmente del departamento de Antioquia y de los departamentos del Tolima y Cundinamarca. los colonos que vivían en el costado occidental del Río Quindío, en las fincas llamadas Armenia, El Diamante, El Edén, El Brillante y Santa Ana, sintieron la necesidad de mejorar la ruta semanal de mercado en el camino hacia Calarcá, que en ese entonces era el centro mercantil más relevante, e invitaron a los colonos del costado oriental a levantar un puente sobre el Río Quindío, en un paraje llamado Balboa, ubicado al sur de la actual ciudad pues cruzar el río lo consideraron cada vez más peligroso. Las reuniones para la planificación del supuesto puente se frustraron más de una vez, y la ausencia de los líderes calarqueños, instó a los colonos de occidente a fundar un pueblo que solucionara sus problemas de aprovisionamiento. Armenia fue fundada el 14 de octubre de 1889 por Jesús María Ocampo, alias «Tigreros», Alejandro Arias Suárez, Jesús María Arias, Hipólito Nieto, Enrique Nieto, José Joaquín Buitrago y otros 27 colonos en total. Estos firmaron el acta de fundación en un rancho de platanilla que se encontraba ubicado dentro de la nomenclatura actual, Carrera 14 con calles 19 y 20. El 15 de agosto de 1890, Armenia fue corregimiento de Salento, para convertirse en municipio en 1903.
Originalmente Armenia perteneció a la provincia de Popayán, luego al departamento del Cauca hasta 1908, cuando se creó el departamento de Cartago, pero en el mismo año este fue suprimido y Armenia pasó a formar parte del departamento de Manizales, que en 1910 volvió a tomar el nombre de departamento de Caldas con el que había sido creado en 1905.

## Honores
En Armenia esta la institución educativa nacional Jesús María Ocampo con el nombre de él en su honor.  

## Muerte y controversia
El 12 de enero de 1901, Jesús María Ocampo falleció aplastado por un árbol en la selvática región del Tolrá, a donde había ido en busca de oro y huyendo de la Guerra de los Mil Días. Fue enterrado en el alto del Oso y en 1910 trasladado a Armenia, donde en 1988 se levantó un monumento en su honor donde hoy en día están sus restos.
Pese a que la versión más aceptada dice que fue un accidente, recientemente tanto sus familiares como historiadores del Partido Liberal han sostenido que su muerte se trató de un crimen político perpetrado por el Partido Conservador en colaboración con las autoridades locales y algunos empresarios, en especial accionistas de la Empresa del Burila. Según esta versión, Ocampo fue asesinado ya que presentaba una amenaza para las actividades de Burila, además de sus constantes enfrentamientos con los grandes terratenientes y la iglesia católica.
También se ha llegado a vincular a la muerte de Ocampo con la decapitación pública del general liberal Aristóbulo Ibáñez, cuya ejecución se dio después del fin de la Guerra de los Mil Días y la firma de los tratados de paz.